# 大和町 (横浜市)
大和町（やまとちょう）は、神奈川県横浜市中区の町名。現行行政地名は大和町1丁目および大和町2丁目（字丁目）で、住居表示未実施。面積は0.069km²。

## 地理
中区の中部に位置し、北東－南西に細長い町域を持つ。東から南にかけて立野、西は鷺山と竹之丸、北は麦田町に接する。本牧通りに接する北側は1丁目、JR根岸線山手駅のある南側が2丁目となる。本牧通りから山手駅への約600mの南行き一方通行の直線道路と、その東側に北行き一方通行のカーブが続く道が並行し、直線道路には商店街が形成されている。商店街北寄りの銭湯「いなり湯」では天然温泉（ナトリウム－炭酸水素塩冷鉱泉）を使用している。商店街では2000年代前半より焼鳥屋が増えている。横浜大和郵便局は、北行き一方通行道路沿いにある。交通機関は、山手駅、本牧通りの大和町バス停のほか山手駅前から港の見える丘公園経由桜木町駅行きと本牧循環の市営バスが運行されており、大和町1丁目と大和町2丁目のバス停が設置されている。

## 歴史
古くは久良岐郡根岸村の一部で、1901年（明治34年）に横浜市に編入。1912年（大正元年）に本牧通りに横浜市電が開通した際に、後述の大和屋シャツ店の屋号を採って停留所名が「大和町」と名付けられた。これが町名の由来となる。1928年（昭和3年）9月1日に、大和町が横浜市中区根岸町字立野、鷺山、竹之丸の各一部から新設された。1933年に根岸町の一部を編入。1964年に国鉄根岸線が開通し、町の南部に山手駅が開設された。

### 射撃訓練場
1865年（慶応元年）に、川沿いの水田だったところを幕府が借り上げ、イギリス軍に射撃訓練場として貸与した。この射撃場は、1871年（明治4年）頃より日本軍や他国の軍隊も使用するようになり、陸上競技場やスケートリンクも併設された。1887年（明治20年）頃には日本国の所有となり、その後は県が管理となった。
1876年に関内の弁天通に日本初のワイシャツ専門店「大和屋シャツ店」を創業した石川清右衛門は、1910年（明治43年）9月には射撃場跡地の払い下げを受け、工場や自らの住まい、従業員の住宅などを建て、一帯を開発した。1923年の関東大震災では軽微な被害にとどまったものの、1945年5月29日の横浜大空襲では大和町の工場・住宅や弁天通の本店は灰燼に帰した。清右衛門の長男で後継者の正七は、大和町の土地を売却した資金で、東京の京橋で再興を果たした。

## 世帯数と人口
2025年（令和7年）6月30日現在（横浜市発表）の世帯数と人口は以下の通りである。
| 町丁        | 世帯数  | 人口    |
| ----------- | ------- | ------- |
| 大和町1丁目 | 547世帯 | 719人   |
| 大和町2丁目 | 427世帯 | 644人   |
| 計          | 974世帯 | 1,363人 |

### 人口の変遷
国勢調査による人口の推移。
| 年                 | 人口  |
| ------------------ | ----- |
| 1995年（平成7年）  | 1,462 |
| 2000年（平成12年） | 1,343 |
| 2005年（平成17年） | 1,317 |
| 2010年（平成22年） | 1,230 |
| 2015年（平成27年） | 1,181 |
| 2020年（令和2年）  | 1,274 |

### 世帯数の変遷
国勢調査による世帯数の推移。
| 年                 | 世帯数 |
| ------------------ | ------ |
| 1995年（平成7年）  | 731    |
| 2000年（平成12年） | 709    |
| 2005年（平成17年） | 732    |
| 2010年（平成22年） | 716    |
| 2015年（平成27年） | 731    |
| 2020年（令和2年）  | 858    |

## 学区
市立小・中学校に通う場合、学区は以下の通りとなる（2024年11月時点）。
| 丁目        | 番地 | 小学校             | 中学校               |
| ----------- | ---- | ------------------ | -------------------- |
| 大和町1丁目 | 全域 | 横浜市立立野小学校 | 横浜市立仲尾台中学校 |
| 大和町2丁目 | 全域 | 横浜市立立野小学校 | 横浜市立仲尾台中学校 |

## 事業所
2021年現在の経済センサス調査による事業所数と従業員数は以下の通りである。
| 丁目        | 事業所数  | 従業員数 |
| ----------- | --------- | -------- |
| 大和町1丁目 | 49事業所  | 246人    |
| 大和町2丁目 | 62事業所  | 265人    |
| 計          | 111事業所 | 511人    |

### 事業者数の変遷
経済センサスによる事業所数の推移。
| 年                 | 事業者数 |
| ------------------ | -------- |
| 2016年（平成28年） | 126      |
| 2021年（令和3年）  | 111      |

### 従業員数の変遷
経済センサスによる従業員数の推移。
| 年                 | 従業員数 |
| ------------------ | -------- |
| 2016年（平成28年） | 541      |
| 2021年（令和3年）  | 511      |

## 施設
- 横浜大和郵便局

## その他

### 日本郵便
- 郵便番号：231-0846[3]（集配局：横浜港郵便局[21]）

### 警察
町内の警察の管轄区域は以下の通りである。
| 番・番地等 | 警察署     | 交番・駐在所 |
| ---------- | ---------- | ------------ |
| 全域       | 山手警察署 | 山手駅前交番 |